# I Am... Yours
I Am… Yours foi um show de 2009 realizado pela cantora, atriz e compositora americana Beyoncé Knowles, para promover seu terceiro álbum de estúdio I Am... Sasha Fierce. O concerto aconteceu no Teatro Encore em Las Vegas no estilo do Acústico MTV. O show foi considerado "um encontro íntimo" por Beyoncé atuar em um show mais cru e sem inibições diferente dos shows anteriores.

## Recepção da crítica
Mike Weatherford do Las Vegas Review-Journal fez uma crítica positiva escrevendo, "Como a cantora transforma o seu alter ego Sasha Fierce do frágil soul a rock guerreiro". Margaret Lyons do Entertainment Weekly fez uma análise menos favorável escrevendo, "Eu só queria que este especial se chamase "I Am… Mine" e admito que entre as muitas coisas que admiro em Beyonce é que ela não é nossa. De fato, o oposto que é a verdade".

## Gravações e transmissões
Foi lançado em Novembro de 2009 um álbum duplo intitulado I Am... Yours: An Intimate Performance at Wynn Las Vegas que mostra o show que aconteceu no dia 2 de Agosto. O álbum vem com um DVD que mostra o show completo e cenas exclusivas dos bastidores, juntamente com um CD de áudio do concerto. No dia 26 de Novembro de 2009 foi ao ar na rede de televisão americana ABC o Beyoncé: I Am… Yours, a rede de televisão exibiu o concerto como um especial de dia de Ação de Graças. O especial apresentado em várias músicas do show, bem como bastidores, mostrando Beyoncé e sua equipe se preparando para os shows. O concerto foi muito bem recebido pelo público com quase cinco milhões de espectadores. No BET foi ao ar todo o concerto, mostrando todas as músicas que não foram apresentados no especial do ABC.

## Músicas
1. "Hello"
2. "Halo"
3. "Irreplaceable"
4. Medley:
  1. "Sweet Dreams" (Acústico)
  2. "Dangerously In Love 2"
  3. "Sweet Love"
5. "If I Were a Boy (contém elementos de "California Love" junto com "You Oughta Know")
6. "Scared of Lonely"
7. "That's Why You're Beautiful" (contém fragmento de "The Beautiful Ones")
8. "Satellites"
9. "Resentment"
10. "Déjà Vu" (contém elementos de "It Don't Mean a Thing (If You Ain't Got That Swing)" e "Bootylicious")
11. "Bebop" (Tap Sequence)
12. "I Wanna Be Where You Are" (contém fragmento de "Welcome to Hollywood")
13. Destiny's Child Medley:
  1. "No, No, No, Part 1"
  2. "No, No, No, Part 2"
  3. "Bug a Boo"
  4. "Bills, Bills, Bills"
  5. "Say My Name"
  6. "Jumpin', Jumpin'"
  7. "Independent Women, Part 1"
  8. "Bootylicious"
  9. "Survivor"
14. "'03 Bonnie & Clyde"
15. "Work It Out"
16. "Crazy in Love"
17. "Naughty Girl"
18. "Get Me Bodied"
19. "Single Ladies (Put a Ring on It)" (contém elementos de "Electric Feel")
20. "Finale" (contém elementos de "It Don't Mean a Thing (If It Ain't Got That Swing)" e "Ornithology")